# Бокиймовская сельская община
Бокиймовская сельская община (укр. Бокіймівська сільська громада) — территориальная община в Дубенском районе Ровненской области Украины.
Административный центр — село Бокийма.
Население составляет 5135 человек. Площадь — 194,3 км².
В соответствии с распоряжением Кабинета Министров Украины от 12 июня 2020 года, в состав общины вошла территория Бокиймовского, Вовничского, Войницкого, Смордвовского и Хорупанского сельских советов упразднённого Млиновского района.

## Населённые пункты
В состав общины входит 14 сёл:
- Бокийма
  - Козырщина
- Вовничский старостинский округ:
  - Вовничи
  - Красное
  - Рудливо
- Войницкий старостинский округ:
  - Баболоки
  - Войница
- Смордвовский старостинский округ:
  - Клин
  - Смордва
- Хорупанский старостинский округ:
  - Аршичин
  - Головчицы
  - Мятин
  - Пекалов
  - Хорупань